# Ruisdael-Fall
Der Ruisdael-Fall ist ein klassisches Fallbeispiel aus dem deutschen Zivilrecht. Er geht auf eine Entscheidung des Reichsgerichts vom 11. März 1932 zurück. Im Mittelpunkt steht der Fehlerbegriff sowie der Vorrang von Gewährleistung gegenüber der Anfechtung.

## Sachverhalt
Der Berliner Kaufmann Ernst Rössler erwarb am 18. Januar 1928 von der Neuen Galerie Schünemann & Lange das Ölgemälde Eichen am Wasser zu einem Kaufpreis von 15.000 Reichsmark. Beide Parteien waren der Auffassung, es handele sich um ein Bild des niederländischen Malers Jacob Izaaksoon van Ruisdael. Dies ergab sich auch aus einem Gutachten von Wilhelm von Bode, das dem Gemälde beilag.
Der Käufer behauptete nun, dass das Bild nicht von Jacob I. van Ruisdael, sondern von dessen „weit weniger berühmten Vetter und Nachahmer“ Jacob Salomonszoon van Ruysdael stamme, weswegen er am 18. Oktober 1929 den Kaufvertrag wegen Irrtums anfocht und den Kaufpreis nebst Zinsen zurückverlangte. Vor Gericht scheiterte der Käufer in allen Instanzen.

## Entscheidungsgründe
Die Tatsacheninstanzen haben festgestellt, dass es sich um einen Stückkauf handelte. Gekauft „sei das eine, körperlich zum Kauf gestellte Bild, mit ihm sei übergeben, was gekauft sei“. Die vertragliche Kaufsache war also nicht ein Gemälde von Jacob Izaaksoon van Ruisdael, sondern das ausgestellte Gemälde, von dem beide Parteien annahmen, es stamme von Jacob Izaaksoon van Ruisdael. Damit wurde dem Käufer nicht ein mutmaßlich falscher Gegenstand (aliud), sondern ein möglicherweise mangelhafter Gegenstand (peius) übergeben.
Die aus diesem möglichen Mangel resultierenden Gewährleistungsansprüche des Käufers gemäß § 459 Abs. 1 BGB a. F. wären bereits verjährt gewesen (§ 477 Abs. 1 BGB a. F.). Deswegen hatten sich die Tatsacheninstanzen auch nicht mit der Frage beschäftigt, ob das Bild nun von Jacob I. van Ruisdael oder von Jacob S. van Ruysdael stammt.
Auch eine Anfechtung gemäß § 119 Abs. 2 BGB, die, sofern sie unverzüglich erfolgt, dreißig Jahre lang möglich ist, kommt in diesem Fall nicht in Betracht. Das Reichsgericht hatte bereits 1905 entschieden, dass eine Anfechtung wegen eines Eigenschaftsirrtums nach dem Gefahrübergang durch die Sachmängelhaftung verdrängt wird. Dies ergibt sich aus dem Rechtsgedanken lex specialis derogat legi generali, das heißt, dass ein spezielles Gesetz – hier §§ 459 ff. BGB a. F. – dem allgemeinen Gesetz – hier § 119 Abs. 2 BGB – vorgeht.